# Malakka (staat)
Malakka of Malacca (Maleis: Melaka) is een staat in Maleisië. De hoofdstad is de gelijknamige stad en het inwoneraantal bedraagt 648.500 (2001).

## Geografie en demografie
De staat is gelegen in het zuidwesten van het schiereiland Malakka, aan de Straat Malakka, zo'n 80 km van het Indonesische eiland Sumatra. Malakka grenst in het noorden aan de Maleisische staat Negeri Sembilan en in het oosten aan Johor. Malakka is een kleine staat met een totale oppervlakte van 1650 km².
Autochtone Maleisiërs (50%) en Chinezen in Maleisië (40%) vormen de twee grootste etnische groepen, met van oorsprong uit India komende groepen (Indiase Maleisiërs) als een grote minderheid.
Er is ook nog steeds een kleine Europese minderheid van afstammelingen van vroegere koloniale overheersers. Zoals afstammelingen van Portugezen, die een antieke Portugees-creoolse taal spreken, genaamd het Cristao of Papia Kristang. Daarnaast bestaan er ook nog enkele afstammelingen van Nederlanders en Britten.
Verder vormt Malakka een belangrijk bolwerk voor de Straits-Chinezen, beter bekend als de Peranakan. Vele hiervan vestigde zich hier tijdens de Indiaas-Chinese handel in de pre-koloniale tijd. Als laatste minderheid vermelden we nog de Chitty, een lokaal Indiaas volk.

## Bestuurlijke indeling
Malakka is onderverdeeld in drie districten:
- Alor Gajah
- Melaka Tengah (Centraal-Malakka)
- Jasin

Deze zijn weer onderverdeeld in 81 subdivisies.